# Насос (созвездие)
Насо́с (лат. Antlia) — созвездие Южного полушария неба. Площадь созвездия 238,9 квадратного градуса, содержит 42 звезды, видимые невооружённым глазом, из них — 20 звёзд ярче 6m.

## Происхождение названия

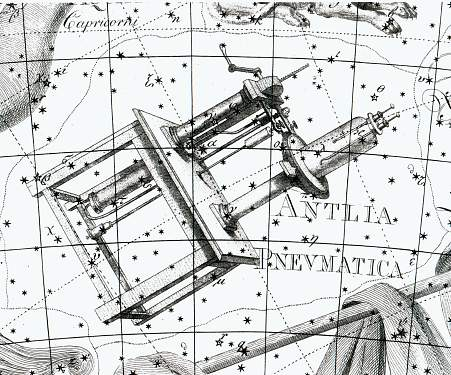
Изображение созвездия из книги Иоганна Боде

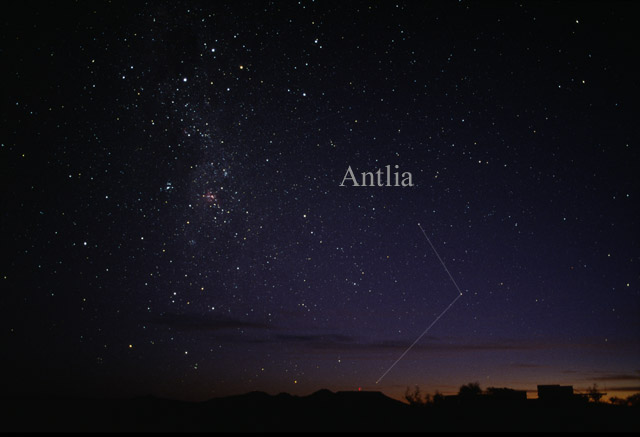
Созвездие Насоса невооружённым глазом

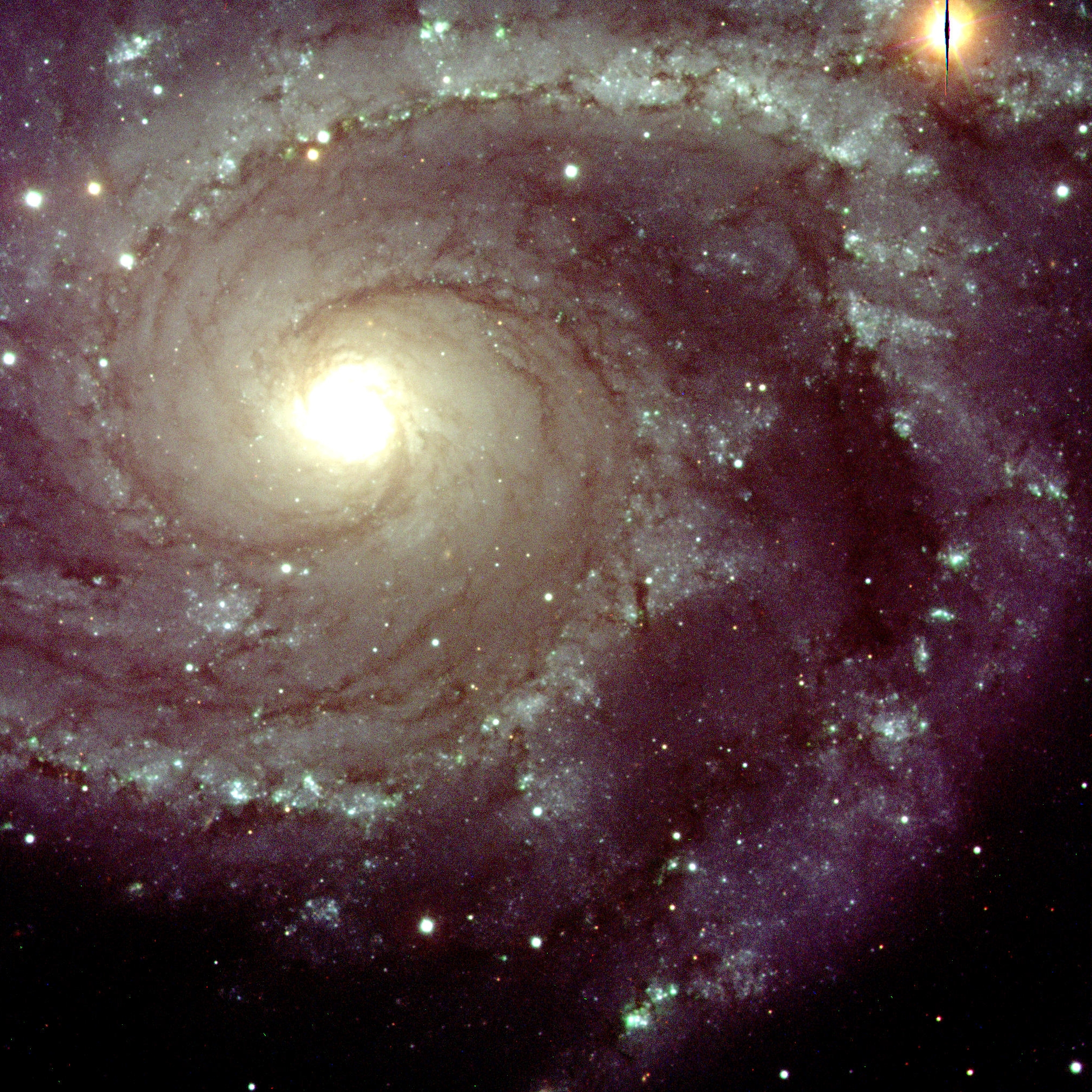
Составное изображение NGC 2997

Французский астроном Лакайль в 1754 году выделил это маленькое и тусклое созвездие, дав ему название Воздушный насос, и посвятил его физику Роберту Бойлю. Название латинизировано в 1763 году.

## Звёзды
Ярчайшая звезда созвездия — α Насоса, оранжевый гигант 4,25m.

## Примечательные объекты
- Спиральная галактика NGC 2997, диск которой склонён на 45°.
- Планетарная туманность NGC 3132 (туманность Восьми вспышек или Южная кольцевая туманность).
- Карликовая сферическая галактика Антлия (PGC 29194), яркостью всего 14,8m. Принадлежит к Местной группе галактик. Название произведено от названия созвездия.
- Чрезвычайно диффузная карликовая галактика-спутник Млечного Пути Антлия 2 (Antlia 2) возрастом около 11,2 млрд лет, открытая в ходе анализа каталога данных Gaia Data Release 2 и подтверждённая было получено благодаря спектроскопическим данным с телескопа AAT (Anglo-Australian Telescope) и изображений камеры DECam, находится на расстоянии 424000 световых лет от Солнца[1].

## Поиск на небе
Полностью созвездие наблюдается в южных районах России, наилучшее время для наблюдений — февраль.
Расположено к югу от западной части Гидры, к востоку от Компаса и к северу от Парусов.